# Tenerium
Das Tenerium ist eine archäologische Kultur im Süden der Sahara, die ab dem späten 6. Jahrtausend v. Chr. bis in die Mitte des 3. Jahrtausends v. Chr. Bestand hatte.

## Etymologie und Geschichte
Der Begriff Tenerium beziehungsweise Ténéré-Kultur, engl. Tenerian oder auch Tenerian culture, wurde zum ersten Mal von Reygasse benutzt. Er leitet sich von der Ténéré, einem Wüstengebiet im Norden Nigers, ab. Präzisere Definitionen erfolgten durch die Berliet-Ténéré-Missionen ins Aïr-Gebirge und durch die J.Desmond Clarke-Expedition Anfang der 1970er Jahre.

## Entdeckung

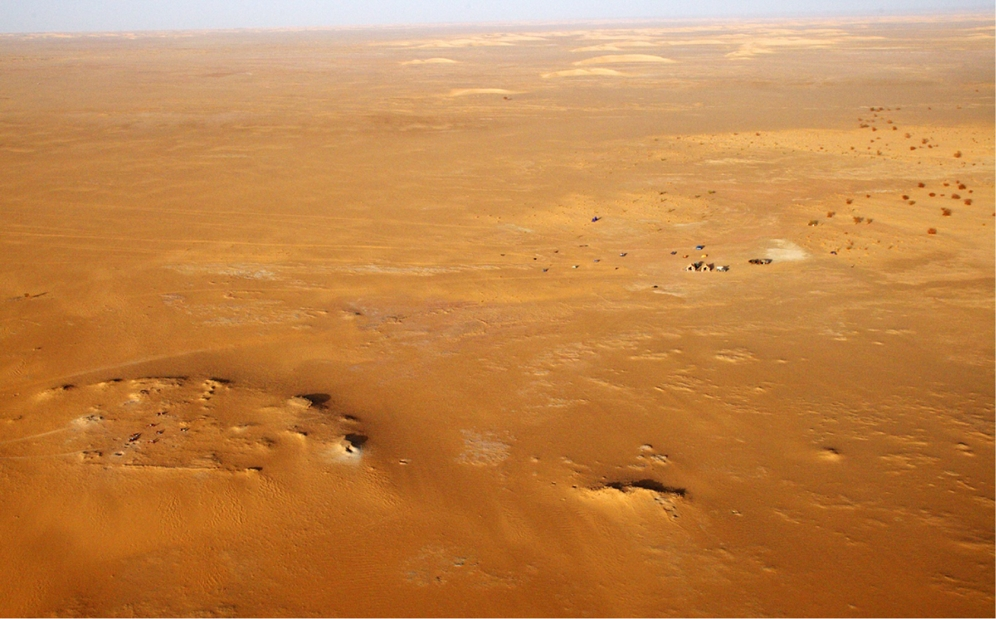
Luftaufnahme der Gobero-Fundstätte

Menschliche Überreste aus der Zeit des Teneriums wurden zuerst im Aïr-Gebirge entdeckt. Im Jahr 2000 folgten dann die spektakulären Skelettfunde von dem in der Ténéré-Wüste gelegenen Gobero mit insgesamt rund 200 Skeletten. Die Funde gelangen einer von Paul Sereno geführten Expedition, deren ursprüngliche Zielsetzung die Suche nach Dinosaurierfossilien war. Es konnten zwei verschiedene Kulturen unterschieden werden:
- Kiffium und
- Tenerium.

Die Kultur des Kiffiums ging dem Tenerium voraus. Sie ging gegen 6000 v. Chr. zu Ende, als sich in der Sahara erneut große Trockenheit breit machte. Diese Trockenperiode dauerte bis 4600 v. Chr. Mit dem Einsetzen von Regenfällen während des Neolithischen Subpluvials erscheinen dann auch die ersten Hinweise auf Menschen des Teneriums. Um 2500 v. Chr. erreichte schließlich das auch noch heute andauernde Wüstenklima endgültig die Sahara. Die Ténéré-Kultur verschwand ebenso wie die sie ermöglichende Tierwelt.

## Kultur
Während des Teneriums war die Wüste ergrünt und die damaligen Menschen betrieben Viehzucht und Fischfang, gleichzeitig gingen sie auch der Jagd nach. Grabbeigaben wie aus Nilpferdhauern gefertigter Schmuck und Keramik belegen spirituelle Vorstellungen. Der interessanteste Fund war die Bestattung einer erwachsenen Frau in Umarmungspose mit zwei Kindern, deren Alter anhand der Zähne auf 5 und 8 Jahre abgeschätzt werden kann. Pollenreste legen nahe, dass die Bestattung auf einer Streu von Blumen erfolgt war. Ihr Tod, der die drei innerhalb von 24 Stunden ereilt haben musste – die Skelette zeigen weder Verletzungen noch Krankheitsbefall – bleibt nach wie vor ein Rätsel.